# Zvjezdani jurišnici
Zvjezdani jurišnici (eng. Starship Troopers) roman američkog spisatelja Roberta A. Heinleina prvi put objavljenog 1959. godine.

## O knjizi
Knjiga je napisana u prvom licu i radnja se odvija oko mladog vojnika koji se zove Juan "Jonnie" Rico i njegovom stasanju kroz mobilno pješaštvo od regruta, preko vojnika do časnika, i ovo stasanje se događa kroz neprestrane okršaje protiv kukcolikih svemirskih napadača. Kroz Rica, Heinlein razmatra moralne i filozofske dileme oko tjelesne kazne, mladenačke delikvencije, građanskih vrijednosti, te nužnosti rata. Za ovu knjigu Heinlein je dobio Nagradu Hugo za najbolju novelu 1960., i s ovom knjigom stvoren je novi žanr koji se zove vojna znanstvena fantastika. Knjiga je bila adaptirana za mnoge filmove i videoigre, dok do sada najbolji film zasnovan na knjizi snimljen je 1997. godine u režiji Paula Verhoevena.   

## Vanjske poveznice
- Gradska knjižnica Rijeka: "Zvjezdani jurišnici" Roberta Heinleina  Arhivirana inačica izvorne stranice od 10. kolovoza 2021. (Wayback Machine)
- (engl.) Wikiquote: Starship Troopers
- (engl.) Open Library: Starship Troopers